# خرچنگ مرموز طلایی
خرچنگ مرموز طلایی (نام علمی: Ocypode convexa) نام یک گونه از سرده تندپاها است.